# Shandy Aulia
Nyimas Shandy Aulia, née le 23 juin 1987 à Jakarta, est une actrice indonésienne.

## Biographie
La popularité de Shandy a commencé avec son rôle de Tita dans le film Eiffel I'm in Love. Dans ce film, elle est jumelée avec l'acteur Samuel Rizal. Le couple joue également dans le film Apa Artinya Cinta?.
En 2015, Shandy est de retour dans le film controversé, Tarot, en tant que Julia / Sofie et est apparu dans le clip vidéo de Boy William, la bande originale du même film.